# 分部惇平
分部 惇平（わけべ じゅんぺい）は、日本の俳優。神奈川県横浜市出身。劇団四季所属。

## 出演
- ジーザス・クライスト・スーパースター（アンサンブル）
- ウェスト・サイド物語（インディオ）
- ウィキッド（アンサンブル）
- ジョン万次郎の夢（アンサンブル）
- 赤毛のアン（トミー）
- はだかの王様（アンサンブル）
- リトル・マーメイド（アンサンブル）
- 王様の耳はロバの耳
- 人間になりたがった猫（ライオネル）
- ガンバの大冒険（ガンバ）
- キャッツ（ランパスキャット、マンカストラップ）
- 劇団四季 ソング&ダンス65
- 劇団四季 The Bridge 〜歌の架け橋〜
- ゴースト＆レディ（アレックス・モートン）